# Pocillopora paucistellata
Espèce
Statut CITES
Pocillopora paucistellata est une espèce de coraux appartenant à la famille des Pocilloporidae.